# Lapoutroie
Lapoutroie (deutsch Schnierlach, elsässisch Buderej, welsch Lè Peutraille) ist eine französische Gemeinde mit 1872 Einwohnern (Stand 1. Januar 2022) im Département Haut-Rhin in der Region Grand Est (bis 2015 Elsass). Sie gehört zum Arrondissement Colmar-Ribeauvillé, zum 1997 gegründeten Kommunalverband Vallée de Kaysersberg und zum Kanton Sainte-Marie-aux-Mines.

## Geografie

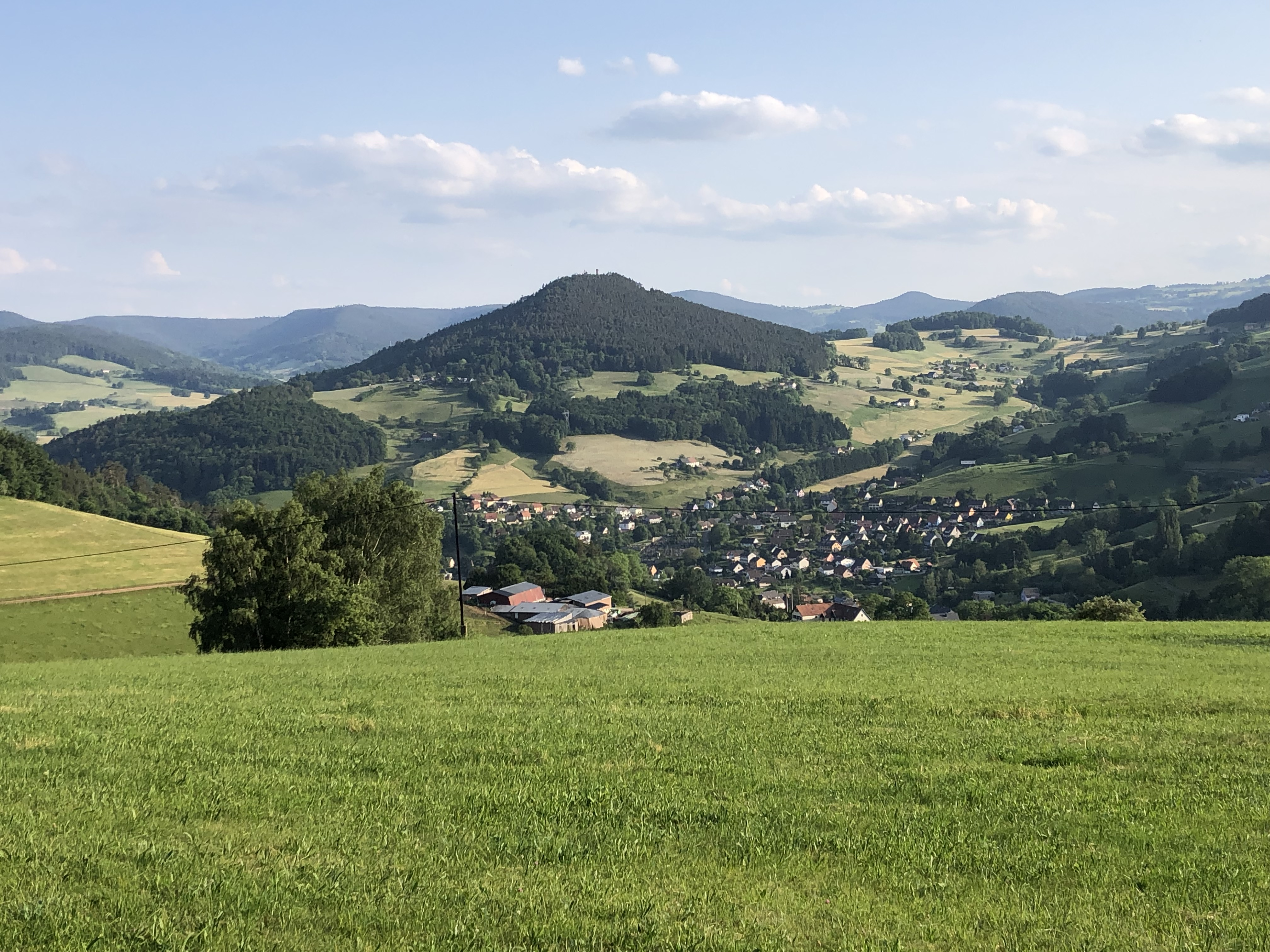
Lapoutroie

Lapoutroie liegt in einem Seitental der Weiss in den Vogesen. Die Straße von Colmar nach Saint-Dié führt über Lapoutroie. Das Gemeindegebiet ist Teil des Regionalen Naturparks Ballons des Vosges.

## Geschichte
Zu Beginn des 12. Jahrhunderts hieß Lapoutroie Sconerloch. Die ersten Dorfbewohner waren wahrscheinlich Kohlenhändler, die sich entlang der Straße niederließen. 1348 hieß der Ort Poutroye und entwickelte sich fortan zu einem politischen Zentrum der Region. Dort wurden ein Gericht und ein Gefängnis etabliert und zum Tode verurteilte Verbrecher gehängt. Im frühen 16. Jahrhundert lebten dort ungefähr 70 Menschen, und 1632, in der Zeit des Dreißigjährigen Krieges waren es 206. 1681 war die Einwohnerzahl auf 36 gesunken. 1681 fielen 18 Häuser in Ribeaugoutte einem Brand zum Opfer. Im Jahr 1732 wurde in Lapoutroie eine Anzahl von 876 Einwohnern verbucht. Am 2. September 1750 schlug am späten Nachmittag ein Blitz ein und zerstörte die Kirche, die auf 1502 datiert ist, und 22 weitere Häuser.
Von 1871 bis zum Ende des Ersten Weltkrieges gehörte Schnierlach als Teil des Reichslandes Elsaß-Lothringen zum Deutschen Reich und war dem Kreis Rappoltsweiler im Bezirk Oberelsaß zugeordnet.

### Bevölkerungsentwicklung
| Jahr      | 1910 | 1962 | 1968 | 1975 | 1982 | 1990 | 1999 | 2007 | 2017 |
| Einwohner | 2095 | 1601 | 1712 | 1810 | 1911 | 2000 | 2104 | 2049 | 1908 |

## Sprache
Der Ort und seine Umgebung zählen zu den wenigen Gebieten im Elsass mit originär frankophoner Regionalsprache, dem Welche (dt. Welsch) oder Vosgien. Es handelt sich um einen galloromanischen Dialekt aus der Gruppe der Langues d’oïl, der eng mit dem Wallonischen verwandt ist.

## Städtepartnerschaften
Mit der bretonischen Gemeinde Lannilis besteht eine Städtepartnerschaft.

## Sehenswürdigkeiten
Im nördlichen Teil des Ortes befindet sich das Musée des Eaux de Vie, ein Spirituosenmuseum, das in der ehemaligen Poststation aus dem 18. Jahrhundert untergebracht ist. Anhand der Exponate kann die Herstellung von Spirituosen und Likör von den Früchten bis zum fertigen Destillat nachvollzogen werden. Das Museum ist privat geführt. Freier Eintritt, Degustation möglich.

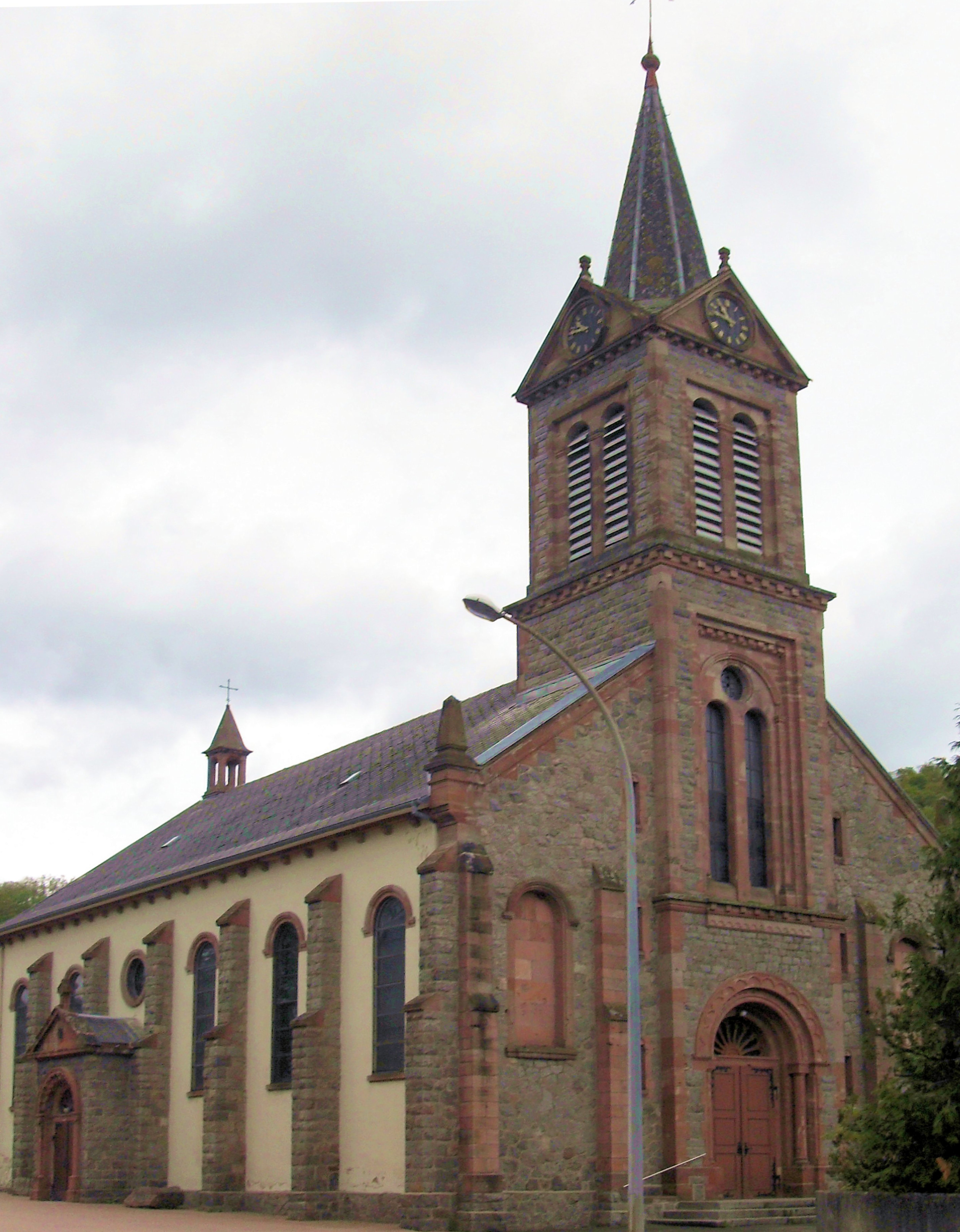
Kirche St. Richardis im Ortsteil Hachimette

|  |  |

## Persönlichkeiten
- Marcel Laurent (1913–1994), Radrennfahrer